# هجوم الشجاعية 2025
في 4 أبريل 2025، بدأت إسرائيل هجومًا بريًا على حي الشجاعية في غزة (توضيح)، كجزء من عملياتها العسكرية المتجددة في قطاع غزة بعد استئناف حرب غزة في 18 مارس. وهذه هي المرة الثالثة التي تغزو فيها إسرائيل الحي خلال الحرب، بعد معارك في عامي 2023 و2024.

## الخلفية
تم تنفيذ وقف إطلاق النار الذي أوقف القتال في حرب غزة بين إسرائيل وحماس في 19 يناير/كانون الثاني 2025، لكنه انهار في 18 مارس/آذار بعد هجوم إسرائيلي مفاجئ على قطاع غزة. وبعد استئناف الحرب، استعادت إسرائيل جزئياً ممر نتساريم، واستأنفت هجومها على رفح.
في 3 أبريل، أعلن المتحدث باسم قوات الاحتلال الإسرائيلية، العميد إفي ديفرين، [الإنجليزية] أن الجيش بدأ «مرحلة جديدة» «الهدف من هذه العملية هو إعادة الرهائن الإسرائيليين المحتجزين لدى حماس وتدمير «القدرات العسكرية والحكومية» للجماعة المسلحة.»
وفي اليوم نفسه، أدى القصف الإسرائيلي للشجاعية إلى مقتل 37 شخصًا على الأقل.

## الخط الزمني

### 4 أبريل
شنت قوات الاحتلال الإسرائيلي صباح اليوم عملية برية بهدف توسيع المنطقة العازلة الإسرائيلية على طول حدود غزة، وقالت إنه تم السماح للمدنيين الفلسطينيين بإخلاء حي الشجاعية. وأفادت قوات الاحتلال الإسرائيلية أيضًا أنها دمرت مركز قيادة وسيطرة [الإنجليزية] تابعًا لحماس أثناء هجومها.
استشهدت امرأة وابنتها في هجوم مدفعي إسرائيلي استهدف النازحين في الحي.

### 5 أبريل
أوقفت القوات الإسرائيلية تدفق المياه من شركة ميكوروت الإسرائيلية إلى قطاع غزة، مما أدى فعليًا إلى قطع 70% من إجمالي إمدادات المياه في غزة والتأثير على خط الأنابيب الرئيسي في غزة، الواقع في الشجاعية.
استشهد فلسطيني إثر قصف مدفعي على مسجد السالم.

### 6 أبريل
وذكرت حركة الجهاد الإسلامي في فلسطين أن مقاتليها من سرايا القدس دمروا آلية عسكرية إسرائيلية في الحي.

### 9 أبريل
قصفت إسرائيل مبنى سكنيًا في الشجاعية بعدة قنابل. كما دمّر القصف ثمانية منازل محيطة بالمبنى، مما أسفر عن مقتل 35 فلسطينيًا على الأقل، وإصابة أكثر من 70 آخرين، وفقدان أكثر من 20 آخرين. وزعمت إسرائيل أنها استهدفت أحد كبار قادة حركة حماس، دون الكشف عن اسمه.

### 10 أبريل
وأعلن جيش الاحتلال الإسرائيلي أن هيثم الشيخ خليل، قائد كتيبة الشجاعية في كتائب القسام، هو المسلح الذي قُتل في الغارة الجوية في اليوم السابق، وزعم أن المبنى السكني كان في الواقع مركز قيادة وتحكم.

### 12 أبريل
أفادت التقارير بأن الفلسطينيين في الشجاعية محاصرون، حيث تُحاصر الدبابات الإسرائيلية الحي. كما أفادت مصادر ميدانية بأن جيش الاحتلال الإسرائيلي كان يطلق النار على كل من يتحرك أو يحاول الانتقال من مكان إلى آخر.
نصب مسلحون من كتائب القسام كميناً لجنود إسرائيليين في الشجاعية، ما أدى إلى سقوط شهيدين وعدد من الجرحى، فيما أعلنت سرايا القدس عن مقتل قناص إسرائيلي على قمة تلة المنطار المطلة على الحي.

### 15 أبريل
وقالت إسرائيل إنها شنت غارة جوية على الشجاعية أسفرت عن مقتل القائد الجديد للواء الشجاعية محمد العجلة، بعد أسبوع من مقتل سلفه خليل.

### 25 أبريل
وأفادت التقارير بوقوع اشتباكات بين جيش الاحتلال الإسرائيلي وكتائب القسام في حي الشجاعية. مما أدى إلى مقتل جندي من جيش الاحتلال الإسرائيلي وضابط شرطة إسرائيلي.

### 3 مايو
وأدت غارة جوية إسرائيلية على الحي إلى مقتل 10 مدنيين.

### 10 مايو
انفجار لغم أرضي في الشجاعية أدى إلى إصابة قوة إسرائيلية كانت تقوم بتمشيط المنطقة. وأفادت سرايا القدس أن اللغم زرع ضمن كمين نصبته في الحي.

### 26 مايو
أفادت كتائب القسام أن مقاتليها استهدفوا جنود الاحتلال بالصواريخ، وفجروا حقل ألغام ضد قوة إسرائيلية أخرى تسللت شرق الشجاعية.
وأفادت كتائب المجاهدين في حركة المجاهدين أنها أسقطت طائرة إسرائيلية مسيرة كانت تحلق فوق الشجاعية.

### 3 يونيو
شنت كتائب القسام هجوما بطائرة مسيرة على مجموعة من جنود الاحتلال في الشجاعية، ما أدى إلى سقوط شهيد وعدد من الجرحى.

### 7 يونيو
قصفت كتائب المجاهدين مجموعة من جنود الاحتلال شرق الشجاعية، ما أدى إلى إصابة أحدهم.

### 9 يونيو
وأسفر القصف الإسرائيلي عن مقتل 11 شخصاً في الشجاعية وحي الزيتون المجاور.

### 13 يونيو
وأفادت كتائب أبو علي مصطفى التابعة الجبهة الشعبية لتحرير فلسطين أنها قصفت قوات الاحتلال شرقي الشجاعية.